# Oude Meer
Oude Meer est un hameau de la commune néerlandaise d'Haarlemmermeer, située en province de Hollande-Septentrionale. Le 1er janvier 2004, le hameau comptait 230 habitants.